# Rhizophlyctis oceanis
Rhizophlyctis oceanis är en svampart som beskrevs av Karling 1969. Rhizophlyctis oceanis ingår i släktet Rhizophlyctis och familjen Spizellomycetaceae.   Inga underarter finns listade i Catalogue of Life.